# Heinz Schröder (Puppenspieler)

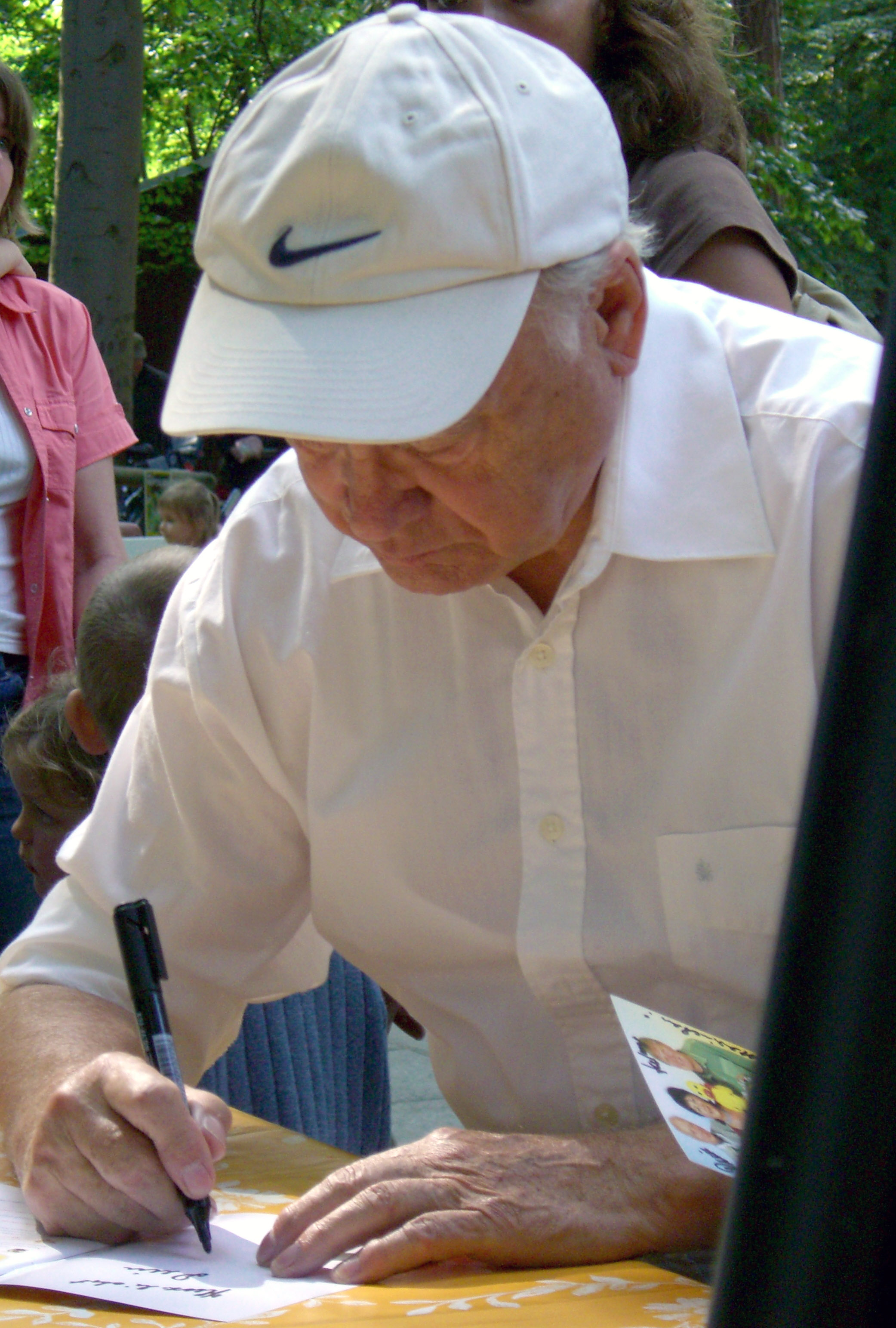
Heinz Schröder (2007)

Heinz Schröder (* 24. April 1928 in Berlin; † 22. April 2009 in Rüdersdorf bei Berlin) war ein deutscher Puppenspieler, dessen Figuren vor allem bei Kindern große Popularität erlangten.

## Leben, Karriere, Leistungen
Schröder war gelernter technischer Zeichner. Nach 1945 war er zunächst beim Magistrat von Berlin, später in der Kreisleitung der FDJ tätig. Ab 1953 spielte er im damals neu gegründeten Puppentheater der Berliner Pionierpark „Ernst Thälmann“ an der Wuhlheide. Ab 1957 arbeitete er als Puppenspieler im Kinderprogramm des Deutschen Fernsehfunk.
Zu den von Schröder gespielten und gesprochenen Figuren in der Märchenwald- und Märchenland-Reihe des DDR-Kinderfernsehens gehörten:
- Herr Fuchs, gemeinsam mit Heinz Fülfe als Frau Elster (siehe Herr Fuchs und Frau Elster)
- Frau Igel, gemeinsam mit Friedgard Kurze als Borstel
- der Bär Brummel (der im Duo mit der Moderatorin Annemarie Brodhagen auftrat)
- der Bummi-Bär (1975 abgelöst durch den von Harald Preuß gesprochenen Bären Mischka)
- der weise Onkel Uhu
- Pittiplatsch, gemeinsam mit Friedgard Kurze als Schnatterinchen (siehe Pittiplatsch und Schnatterinchen)
- der Maulwurf Buddelflink, gemeinsam mit Renate Mladenov als Maus Gertrud

Zudem trat er in frühen Folgen selber als Förster Grünrock auf. Er übernahm auch die Puppenführung des Katers Casimir in der Puppenserie Spielhaus, lieh ihm aber nicht die Stimme. Am 3. Oktober 1969 erhielt Heinz Schröder als Mitglied des Kollektivs „Abendgruß des Kinderfernsehens“ (mit Gerhard Behrendt, Wolfgang Richter, Friedgard Kurze, Harald Serowski und Heinz Fülfe) den Nationalpreis der DDR III. Klasse für Kunst und Literatur.
Die Märchenwald-Figuren tauchten seit Ende der 1950er-Jahre zunächst in der seit 1955 ausgestrahlten Sonntagnachmittagssendung Meister Nadelöhr erzählt Märchen (mit Eckart Friedrichson als Meister Nadelöhr) auf, die später in Zu Besuch im Märchenland umgetauft wurde. Auch im Abendgruß von Unser Sandmännchen waren die Figuren seit den 1970er-Jahren regelmäßig zu sehen. Autoren der Geschichten waren in der Regel Ingeborg und Günther Feustel. Mit anderen der Sprecher nahm Schröder auch einige Geschichten auf Tonträgern auf. Nach der Abwicklung des DDR-Fernsehens im Jahr 1991 wurden keine weiteren Folgen produziert. Schröder tourte ab 1993 mit dem Pittiplatsch-Ensemble durch Ostdeutschland.
Heinz Schröder war verheiratet und lebte zuletzt in Schöneiche bei Berlin. Er starb am 22. April 2009, zwei Tage vor seinem 81. Geburtstag, im Krankenhaus Rüdersdorf. Einen Tag zuvor, am 21. April, wurde bei ihm ein Tumor in der Wirbelsäule festgestellt. Der Maler Joachim Tilsch gestaltete ein Bild mit dem Titel „Schöneicher Frühstück“ für das zentrale örtliche Einkaufszentrum die drei prominentesten Schöneicher Unterhaltungskünstler, neben Helga Hahnemann und Otto Häuser auch Heinz Schröder.